# تونجوسكا
تونجوسكا هو نهر واقع في سيبيريا في روسيا، ويسير عبر منطقتي كراسنويارسك كراي وإركوتسك في أعماق سيبيريا حيث تنتشر غابات التايجا «أشجار الصنوبر».